# Pergola (araldica)
Pergola è un termine utilizzato in araldica per indicare una pezza onorevole a foggia di Y formata di una banda, una sbarra ed un palo che si riuniscono in cuore.
È detta pergola rovesciata la figura ottenuta ribaltando la precedente secondo un piano orizzontale.

D'argento, alla pergola di rosso.
D'azzurro alla pergola d'oro (Issoudun, Francia)
D'oro alla pergola di rosso (Teuffenthal, Svizzera)
Di rosso alla pergola d'argento (Zeglingen, Svizzera)
Interzato in pergola rovesciata, con un filetto in pergola rovesciata d'argento sulla partizione (Petershagen/Eggersdorf, Germania)
Di rosso, alla pergola d'oro.
Di rosso, alla pergola d'oro. (Nella rappresentazione monocromatica)
Pergola d'argento, ondata di nero (stemma di Pallare)